# 412

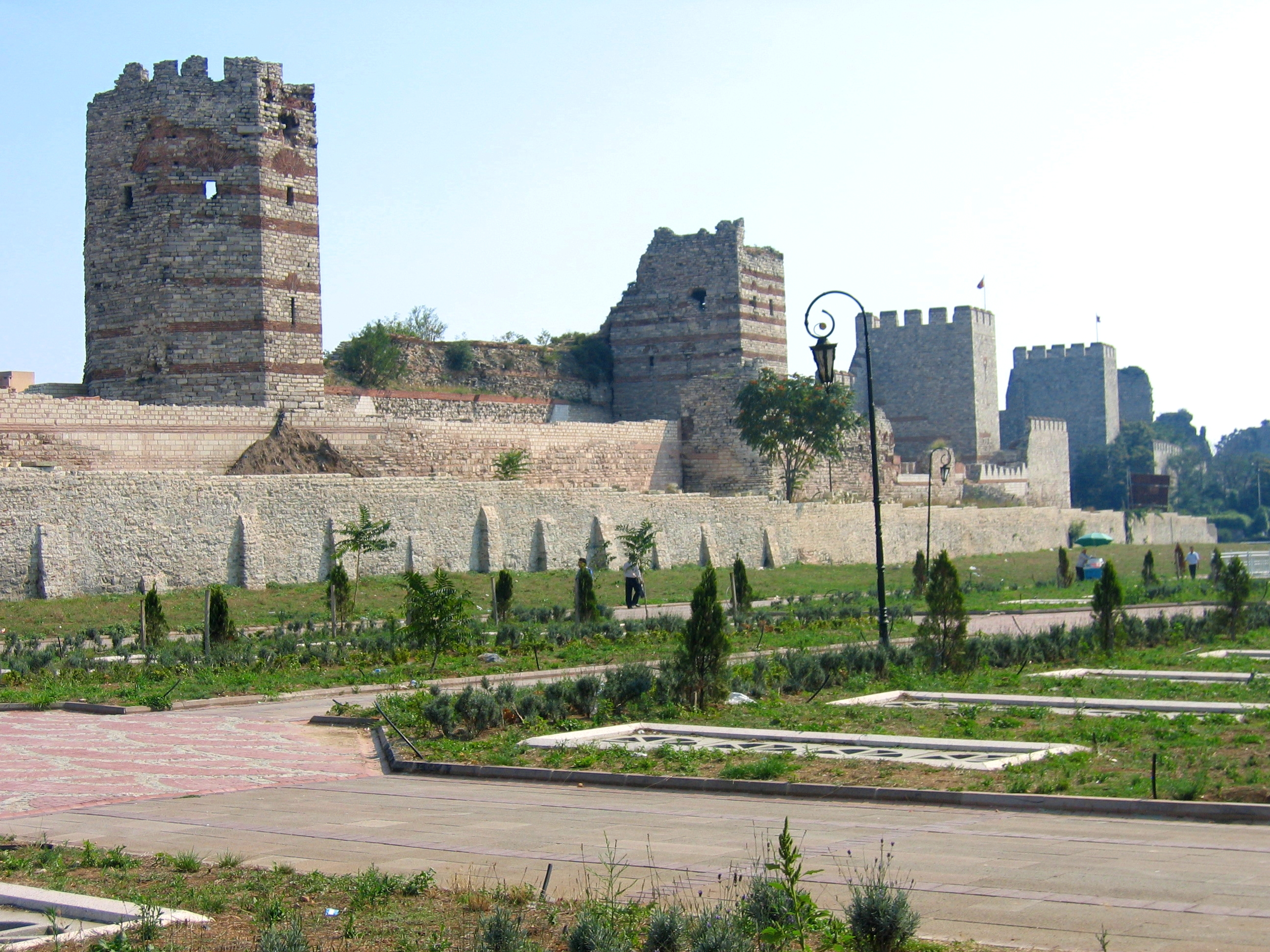
Muren van Theodosius (Istanboel)

Het jaar 412 is het 12e jaar in de 5e eeuw volgens de christelijke jaartelling.

## Gebeurtenissen

### Klein-Azië
- Keizer Theodosius II laat de muren van Constantinopel uitbreiden met een 6,5 km lange dubbele stadsmuur die loopt van de Zee van Marmara tot de Gouden Hoorn.
- Uldin voornaamste hoofdman van de Hunnen overlijdt. Hij is vermoedelijk de grootvader van Attila en heerst met zijn stammen over de bovenloop van de Donaugrens.

### Europa
- Koning Athaulf trekt verder Gallië binnen en vestigt zijn residentie in Narbonne aan de Middellandse Zee. Hij voert onderhandelingen met tegenkeizer Jovinus.
- Jovinus benoemt zijn broer Sebastianus tot medekeizer (augustus), dit verslechtert de diplomatieke betrekkingen met Athaulf. De Visigoten beginnen nieuwe roof- en plunderveldtochten in Zuid-Gallië.
- Patroclus wordt benoemd tot aartsbisschop van Arles.
- Het plaatsje Caetobriga in Lusitanië wordt door een vloedgolf weggevaagd.

### Afrika
- Cyrillus wordt geïnstalleerd als patriarch van Alexandrië. Hij is een fel tegenstander van het arianisme.

### Azië
- Fa Hsien, Chinese boeddhistische monnik, verblijft 2 jaar op het eiland Sri Lanka en bestudeert religieuze geschriften. Vervolgens reist hij per schip terug naar China en bereikt na 200 dagen op zee met hevige stormen vasteland (zie: 414).

## Overleden
- Theodosius de Oudere, heremiet en heilige
- Theophilus, patriarch van Alexandrië
- Uldin, hoofdman van de Hunnen